# The Good Witch's Garden - Il giardino dell'amore
The Good Witch's Garden - Il giardino dell'amore (The Witch's Garden) è un film TV del 2009 diretto da Craig Pryce.
Il film è il sequel del film TV The Good Witch - Un amore di strega e il secondo capitolo del media franchise The Good Witch.

## Trama
Cassie Nightingale si è stabilita a Middleton ed è impegnata a trasformare Gray House in un bed and breakfast. Il suo fidanzato, il capo della polizia Jake Russell, e i suoi figli, Brandon e Lori, sono felici di avere Cassie intorno, ma in poco tempo uno sconosciuto di nome Nick arriva in città. Conosce più di quanto dovrebbe e usa il suo fascino per ottenere la fiducia di Martha Tinsdale e del consiglio cittadino. Si rivela essere l'unico erede dell'amante della Signora grigia, l'attuale proprietario di Grey House. La Signora sembra aver semplicemente preso la casa dopo la sua misteriosa scomparsa. I documenti dimostrano che questo diritto è di proprietà legale, ma Jake Russell è sospettoso e desideroso di aiutare una Cassie disorientata. Cassie consegna la casa e in seguito la trova in vendita su un giornale. Durante le ricerche in biblioteca, Lori incappa in un libro. La copertina del libro appare vuota all'inizio, ma presto le lettere appaiono rivelando che si tratta di una raccolta di storie inventate scritte dalla Signora Grigia. Tutte le storie ruotano intorno a un certo capitano, che era stato creduto essere il suo amante e che Nick sostiene di essere imparentato. Tuttavia, come conferma il libro, era semplicemente un personaggio immaginario reso reale nel tempo dal popolo di Middleton. Jake arresta Nick dopo aver scoperto che l'uomo sta usando una delle tante false identità prese con i proprietari legittimi dalle loro proprietà. Il film si conclude con una festa in giardino tenutasi a Cassie's, dove Martha Tisdale finalmente la accetta come membro prezioso della comunità. Sotto le luci dei fuochi d'artificio, Jake propone a Cassie di sposarlo e lei accetta.

## Distribuzione
Il film è stato trasmesso in Canada su Hallmark Channel il 7 febbraio 2009, mentre in Itali è stato trasmesso su Rai 2 il 28 dicembre 2011.